# 許賢發
許賢發，OBE，JP（1936年4月28日—2016年12月7日），出生於中國廣州，曾在1973年至2001年任香港社會服務聯會總幹事；1991年更同時兼任行政、立法兩局議員。

## 生平
許賢發年少時於喇沙書院（1954年中五，於同年英文中學會考中取得歷史、公民及數學科「良」等成績，同屆同學尚有鄭明訓）及英皇書院就讀，自小已有廣泛的興趣，曾是籃球、足球和羽毛球的校隊隊員。其後入讀香港大學，並於1960年取得二級榮譽文學士學位，1年後又考獲社會工作文憑，並在一個非政府機構工作。
1967年，許賢發在美國俄亥俄州克里夫蘭西部儲務大學取得社會服務行政碩士，返港後便加入香港社會服務聯會，到1973年任社聯的總幹事，直至2001年退休為止，任職社聯總幹事達28年之久。許賢發在1980年更出任國際社會服務聯會會長。
1991年，許賢發循社會服務界當選立法局議員進入立法局，並於同年被委為行政局議員；至1992年彭定康出任港督時卸任行政局。1994年港督彭定康提出的新九組政改方案，許賢發最後決定支持方案，成為方案通過的關鍵一票。
2016年12月7日逝世，享壽80歲。

## 曾任公職
- 迦密中學創校校監
- 五旬節林漢光中學創校校監
- 香港浸會大學社會工作諮詢委員會主席
- 香港樹仁學院顧問委員會主席
- 香港大學社會工作及社會行政學系諮詢委員會委員
- 香港大學校董
- 香港社會福利專業人員註冊局主席
- 愛滋病顧問局委員
- 港事顧問
- 博愛醫院名譽顧問
- 律敦治醫院社區夥伴委員會委員
- 國際安老聯盟(亞太區)副會長
- 國際社會服務聯會顧問
- 蘋果日報董事暨愛心基金委員會榮譽主席
- 五育中學校監[7]
- 迦密聖道中學校監（2005-2012）[8]